# Conda (Idaho)
Conda ist eine Unincorporated Community im Caribou County, Idaho, Vereinigte Staaten. Conda liegt 9,7 km (6 Meilen) nordöstlich von Soda Springs.

## Klima
Gemäß der Köppen-Geiger-Klimaklassifizierung hat Conda ein feuchtes Kontinentalklima mit warmen, feuchten Sommern und oft sehr kalten Wintern, auf Klimakarten mit „Dfb“ abgekürzt.